# 雲母坂
雲母坂（きららざか）は、京都市左京区修学院の修学院離宮の脇より比叡山の山頂に至る古道である。

## 概要
音羽川沿いの住宅街を抜けた先にかかる雲母橋が登山口で、親鸞ゆかりの石碑が立つ。修学院離宮の外縁を巡る登山道を登り、水飲対陣跡を過ぎて京福電気鉄道鋼索線のケーブル比叡駅を経由して比叡山の四明ヶ岳山頂に至る。古来、比叡山に向かう最短路であるが、道幅の狭さや険しさから、現在では利用者が少ない。
坂の名である「雲母」の由縁は、京都市中から見ると、この坂から雲が生じるように見えるためであるが、この坂に雲母が含まれる花崗岩由来の砂が多いためという説もある。同じく行者道の一部であった京都市左京区一乗寺の曼殊院道（府道104号部分）、あるいは曼殊院参道が「雲母坂」であるとする説もあり、いずれも舗装前は同様の地質であった。また、雲母坂は、登山口近くに不動明王を祀る雲母寺（うんぼじ）があったため「不動坂」とも、朝廷から延暦寺まで勅使が向かう際に利用したことから「勅使坂」「表坂」とも呼ばれた。
浄土真宗の宗祖とされる親鸞が、9歳（治承5年〈1181年〉）の時に青蓮院で出家し、叡山（比叡山延暦寺）へ修学のために登り、29歳（建仁元年〈1201年〉）の春頃に叡山を下り、六角堂へと百日参籠を行うために下山した道とされる。1336年（北朝：建武3年/南朝：延元元年6月7日）の延元の乱で、比叡山に篭った後醍醐天皇方の千種忠顕率いる軍が細川氏を先陣とする足利直義の軍と対陣し、西坂本合戦で忠顕が討ち死にした地でもある。また、延暦寺の千日回峰行が行われる行者道でもある。